# Smyšljaevka
Smyšljaevka (in russo Смышляевка?) è un insediamento di tipo urbano del distretto Volžskij, nell'oblast' di Samara, in Russia.
Si trova 3 km a est di Samara.